# 미니 사이암

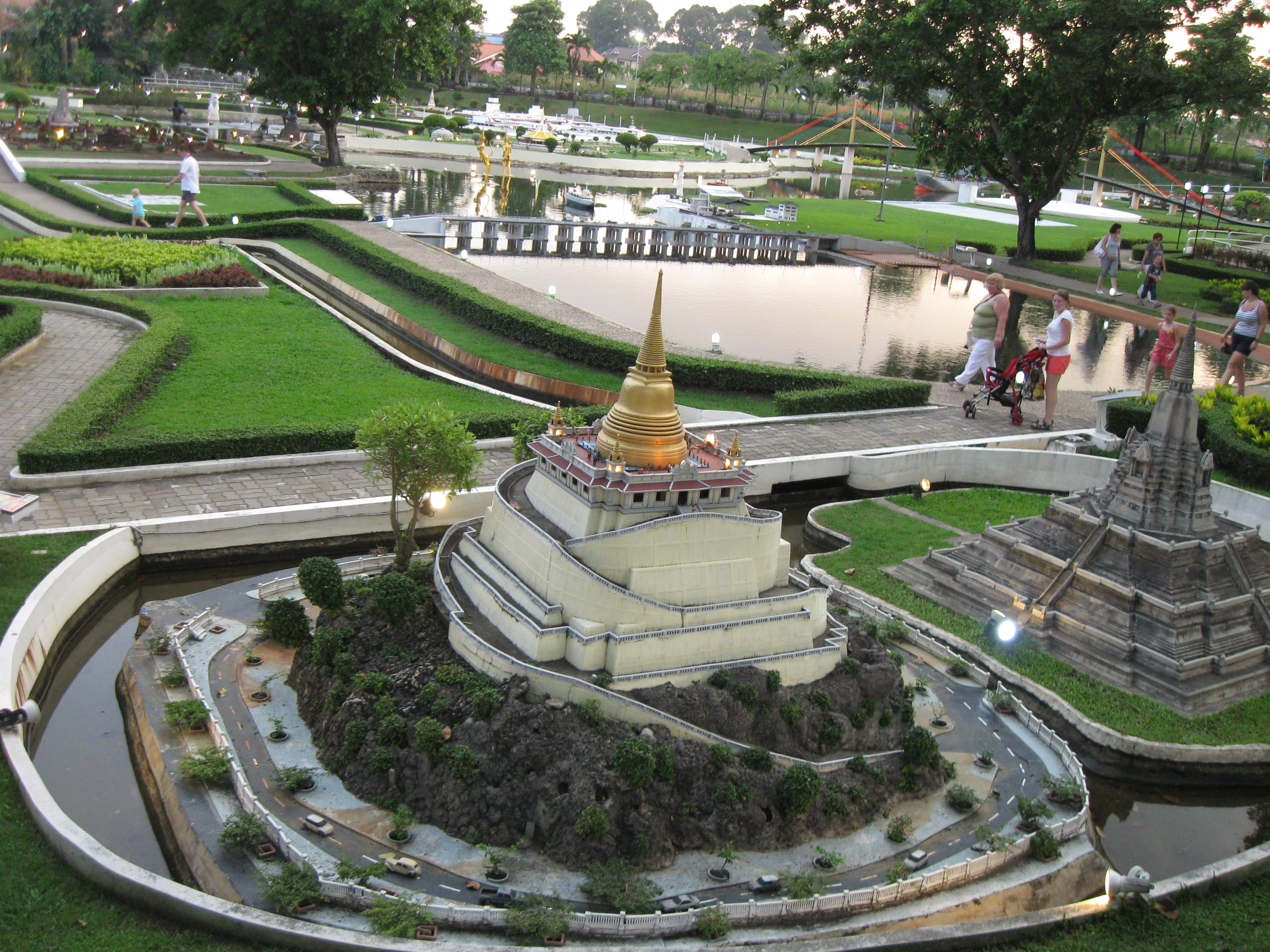
미니 사이암

미니 사이암(Mini Siam)은 태국 촌부리주 파타야의 유명한 미니어처 공원이다. 쑤쿰윗 도로에서 방콕으로부터 143 킬로미터 떨어진 곳에 위치해 있다.
태국은 수세기 동안 사이암(siam)으로 불려왔다. 수코타이 왕조를 거쳐 700년의 역사를 거슬러 올라가 동서남북에 흩어져 있는 타이의 모든 문화유산을 모아놓은 장소이다. 에메랄드 사원, 새벽 사원, 왕국 등의 조각, 건축물과 타이뿐만이 아니라 세계의 문화유산과 역사가 1：25로 축소된 소형 모델로 각기 특색있는 문명과 문화의 다양한 모습으로 전시되어 있다.
그 외에 미니 유럽도 에펠탑, 성 바실리 성당, 타워 브리지, 웨스트민스터 사원 등... 정확히는 유럽 외에도 이집트의 아부 심벨 신전, 미국의 자유의 여신상, 큰 바위, 시드니 오페라 하우스, 브라질의 예수상, 베이징의 천단 등이 전시된다,